# Parosnička madagaskarská
Parosnička madagaskarská (Dyscophus insularis) je žába z čeledi parosničkovití (Mycrohylidae).

## Popis
Dosahuje velikosti 40 až 50 mm, samci jsou přičemž menší než samice. Barva je hnědošedá, spodek těla je bělavý. Samci mají tmavý rezonanční měchýřek.

## Biologie
Parosnička madagaskarská je druhem suchých tropických lesů, savan, případně i vlhčích lesů na severozápadě a západě Madagaskaru. Vyhýbá se vysoce degradovaným oblastem. Široké spektrum obývaných stanovišť, jakož i některé rozdíly v morfologii a zbarvení naznačují, že se ve skutečnosti jedná o komplex kryptických druhů.
Parosnička madagaskarská žije na zemi, přičemž aktivní je především za soumraku. Rozmnožuje se v mělkých, dočasných tůních. Živí se především hmyzem a jeho larvami, samice jsou schopny polapit i některé menší druhy obratlovců. Parosničky rodu Dyscophus se vyznačují tím, že v případě ohrožení dokáží nadmout tělo, a zastrašit tak případného protivníka. Jejich kůže navíc vylučuje dráždivé sekrety.

## Ohrožení
Mezinárodní svaz ochrany přírody považuje druh za málo dotčený, přesto jej však postupně ohrožuje ztráta přirozeného prostředí kvůli rozvoji zemědělství, těžbě dřeva, pastevectví... V menší míře je parosnička rovněž odchytávána pro obchod se zvířaty.

## Synonyma
- Dyscophus grandidieri Boulenger, 1896
- Dyscophus beloensis Mocquard, 1902
- Discophys quinquelineatus (Boettger, 1913)
- Phrynocara quinquelineatum Boettger, 1913[5]